# Complejo Petroquímico Pajaritos
El Complejo Petroquímico Pajaritos es un complejo industrial localizado a 7 km de Coatzacoalcos, al sur del estado de Veracruz operado en conjunto entre la paraestatal mexicana PEMEX y la compañía Orbia. Entró en operaciones el 18 de marzo de 1967. Comercializa y distribuye productos petroquímicos derivados del etileno y el cloro (etileno, óxido de etileno, cloruro de vinilo II, cloruro de vinilo III). El etileno se utiliza para la posterior fabricación de plásticos PVC.